# 162173 Ryugu
162173 Ryugu este un asteroid Apollo, descoperit în 1999, prin proiectul LINEAR și denumit provizoriu 1999 JU3. Este destinația sondei spațiale japoneze Hayabusa 2, care trebuie să preleveze eșantioane.

## Caracteristici
Asteroidul 162173  Ryugu prezintă o orbită caracterizată de o semiaxă majoră egală cu 1,1895338 u.a. și de o excentricitate de 0,1902593, înclinată cu 5,88405° în raport cu ecliptica. Caracteristicile sale îl califică drept un asteroid Apollo. Este un obiect potențial periculos.

## Denumirea asteroidului
Acest asteroid este denumit cu referire la Ryūgū-jō care, în Mitologia japoneză, este palatul submarin al lui Ryūjin, zeul dragon al mării.

## Misiunea Hayabusa 2
Asteroidul a fost selecționat ca obiectiv al misiunii sondei spațiale Hayabusa 2 a agenției spațiale japoneze (JAXA), care prevede recoltarea unor eșantioane de sol de pe asteroid și aducerea acestora pe Pământ. Lansarea a avut loc la 3 decembrie 2014, la orele 4:22 UTC. Se prevede ca sonda Hayabusa 2 să ajungă în preajma asteroidului, în vara lui 2018.